# Michael MacMillan
Michael MacMillan (* 1957 in Scarborough, Toronto, Ontario) ist ein kanadischer Filmproduzent und CEO des Rundfunk- und Medienunternehmens Blue Ant Media, das er 2011 gründete.

## Karriere
MacMillan studierte mit seinem Freund Seaton McLean an der Queen’s University. Gemeinsam gründeten sie die Atlantis Films Limited. MacMillans Karriere im Filmgeschäft begann im Jahr 1981 mit dem Kurzfilm The Olden Days Coat, wofür er mit seiner Kollegin Janice L. Platt als Produzent verantwortlich war. Platt und MacMillan erhielten 1985 für den Kurzfilm The Painted Door eine Oscarnominierung bei der Oscarverleihung 1985 in der Kategorie „Bester Kurzfilm“. Des Weiteren wurde MacMillan für seine Mitwirkung an der Fernsehserie Bradburys Gruselkabinett zweimal für einen CableACE Award nominiert. Für seine Beteiligung an der Fernsehserie Monkey House erhielt er einen Daytime Emmy Award sowie einen Gemini Award und zwei CableACE Awards. Die Fertigstellung der Filme wurde unter Beteiligung seiner Firma Atlantis Films realisiert, die im Jahr 2007 verkauft wurde. Seit 2011 ist MacMillan CEO der Firma Blue Ant Media, die unter anderem für die Sender Blue Ant Entertainment und Blue Ant Extreme verantwortlich ist.
Als Produzent war MacMillan zuletzt im Jahr 2012 für den Fernsehfilm Sunshine Sketches of a Little Town mit verantwortlich.

## Filmografie (Auswahl)
- 1981: The Olden Days Coat (Kurzfilm)
- 1982: Die blutig ernste Geschichte des Grafen Dracula (Vincent Price’s Dracula, Dokumentarfilm)
- 1984: The Painted Door (Kurzfilm)
- 1985–1986: Bradburys Gruselkabinett (The Ray Bradbury Theater, Fernsehserie 6 Episoden)
- 1987: Airwolf (Fernsehserie, 24 Episoden)
- 1988–1989: Unbekannte Dimensionen (Fernsehserie, 30 Episoden)
- 2007: The Stone Angel